# 尼穆納斯黎明

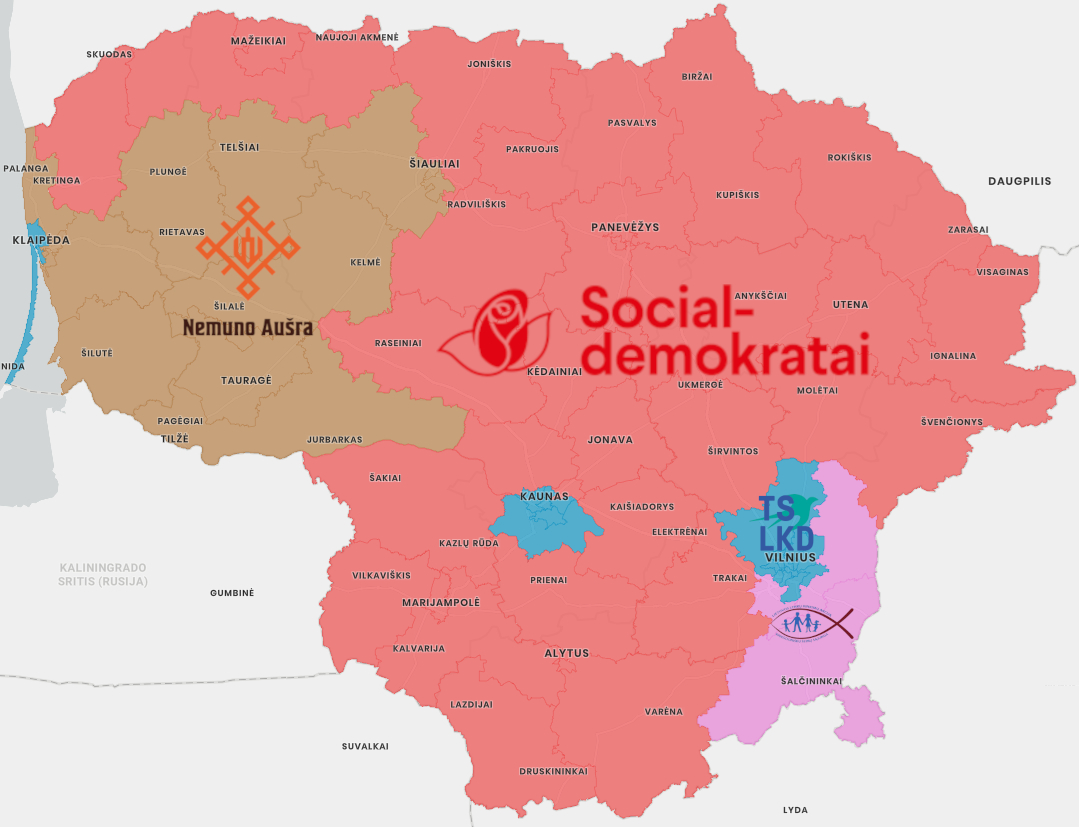
尼穆納斯黎明在2024年立陶宛議會選舉中於萨莫吉提亚與小立陶宛成為獲得最多選票的政黨

「尼穆納斯黎明」政黨，通稱尼穆納斯黎明，是立陶宛的一个民粹主義與民族主義政党。尼穆納斯黎明由雷米吉尤斯·热迈泰蒂斯於2023年11月因反犹太言论而被自由與正義開除黨籍後成立。2024年6月，尼穆納斯黎明在三位國會議員加入後首次获得國會席位；在該三位國會議員中，其中一位為立陶宛農民與綠人聯盟的前黨員，而另外两位則為劳动党的前黨員。
尼穆納斯黎明在不同的議題上有著不同的意识形态：尼穆納斯黎明在社会问题通常被認為屬右翼，而在经济问题上則通常被認為屬中間偏左。尼穆納斯黎明則自認為屬中間偏左的政党。

## 歷史

### 背景
2023年5月，雷米吉尤斯·热迈泰蒂斯在Facebook发表反犹太言论，声称“犹太人與俄罗斯人”在第二次世界大战期间压迫立陶宛人，並需要對1944年在皮尔丘皮艾村发生的大屠杀负责。此等言论遭到立陶宛政界人士、立陶宛犹太社羣與多位驻立陶宛大使的严厉批评與谴责。热迈泰蒂斯後來声称其言论针对以色列，並声称自己支持判处本雅明·内塔尼亚胡死刑，以惩罚他针对巴勒斯坦人的行为。刑事檢控幫辦公室遂对热迈泰蒂斯的行为展开持续调查。同月19日，自由与公正開除热迈泰蒂斯的党籍，阿尔图拉斯·保劳斯卡斯成为自由与公正的临时主席。

### 成立
2023年11月11日，热迈泰蒂斯宣佈成立一个名為“尼穆納斯黎明”的政党。尼穆納斯黎明得名自立陶宛最長的河流與立陶宛首份報章《黎明報》，其中後者是19世纪立陶宛民族復興的主要象徵。热迈泰蒂斯亦表示尼穆納斯黎明计划参加2024年举行的所有选举，並將在當年的總統選舉中自行提名候選人。热迈泰蒂斯此前自己已经召集3164人成立尼穆納斯黎明，而其中2950人也参加了尼穆納斯黎明的建黨大会。热迈泰蒂斯也声称自由与正义的大部分黨员均轉投尼穆納斯黎明麾下。
尼穆納斯黎明於2024年1月16日正式註冊，當時共有2296名创黨成员。在热迈泰蒂斯宣佈作為尼穆納斯黎明的候選人參選總統後不久，立陶宛總检察长妮达・格伦斯基埃内要求國會剥夺热迈泰蒂斯的刑事豁免权，並稱审前调查显示热迈泰蒂斯 “公开嘲笑、蔑视犹太人羣體，並煽动对犹太人羣體的仇恨”。在立陶宛憲法法庭作出有利國會罷免自己的裁決後，热迈泰蒂斯於5月2日為避免被國會投票罷免而隨即辭去國會議員的職務。热迈泰蒂斯於同月12日举行的总统选举首轮投票中获得9.21%的选票，排名第四。
2024年6月19日，立陶宛農民與綠人聯盟前党员阿格内·希林斯基埃内與兩位勞動黨前党员艾达斯·格德维拉斯、阿尔图拉斯·斯卡尔久斯加入尼穆納斯黎明。由于热迈泰蒂斯在此前辭去國會議員的職務，尼穆納斯黎明在國會中的议席數增至3個。
2024年7月，民意调查显示约36.5%的选民会考虑投票予尼穆納斯黎明。勞動黨、立陶宛地區黨与立陶宛農民與綠人聯盟的支持者最有可能对热迈泰蒂斯抱有好感。大部分中左翼政党的支持者与约五分之一的自由運動支持者也对热迈泰蒂斯抱有好感，而中右翼的祖國聯盟—立陶宛基督教民主黨的支持者最不可能支持热迈泰蒂斯。8月，民意调查顯示尼穆納斯黎明的支持率超过10%，超越执政的祖國聯盟—立陶宛基督教民主黨。

### 2024年國會選舉
總統吉塔納斯·瑙塞達與祖國聯盟—立陶宛基督教民主黨籍的總理因格麗達·希莫尼特在2024年國會選舉前夕警告各政党有鉴于热迈泰蒂斯的反犹太言论，切勿與尼穆納斯黎明組成執政聯盟。祖國聯盟—立陶宛基督教民主黨黨魁格比亞魯斯·藍斯柏吉斯亦敦促其他政党成立對尼穆納斯黎明的隔离线。在总统发出警告后，最初将尼穆納斯黎明视为选举後的潜在合作伙伴的立陶宛社會民主黨排除与该党組成執政聯盟的可能性。2024年的國會選舉於10月13日與27日分两轮举行。尼穆納斯黎明在选举中获得约15%的选票，排名第三，并获得20个國會议席。11月7日，立陶宛社會民主黨改变先前立场，邀请民主聯盟「為了立陶宛」與尼穆納斯黎明组成执政联盟。
11月8日，《纽约时报》发表一篇关於尼穆納斯黎明的文章，主要关注热迈泰蒂斯的反犹太主义名声。同日，30多个立陶宛非政府组织聯署一封致立陶宛社會民主黨的公開信，反对尼穆納斯黎明入閣，並指出尼穆納斯黎明入閣将损害人权、民主、國家安全與立陶宛的国际声誉。美国参议院外交委员会主席班·卡定亦发表声明谴责立陶宛社會民主黨邀請尼穆納斯黎明入閣的决定。德國國會议员罗德里希·基塞韦特尔、米夏埃尔·罗特、波兰参议院员米哈乌·卡明斯基與以色列駐立陶宛大使馆也就此提出进一步批评。
热迈泰蒂斯與當時的候任总理（立陶宛社會民主黨副主席）金陶塔斯·帕卢茨卡斯二人均声称国外的反對聲音由其政敵煽动。帕卢茨卡斯亦稱热迈泰蒂斯不会在内阁任职。热迈泰蒂斯致信北大西洋公约组织、欧洲联盟国家與以色列駐立陶宛大使解释其立场，稱其並非反犹太主义者，而只是批評以色列對巴勒斯坦人的行為。热迈泰蒂斯在信中亦提到自己在竞选期间曾與考納斯的犹太社羣會面，以表达自己對犹太社羣的支持。立陶宛社會民主黨、民主聯盟「為了立陶宛」與尼穆納斯黎明签署的聯合執政协议中亦包含打击反犹太主义的条款。雖然執政聯盟作出相當數量的相關保證，立陶宛首都维尔纽斯在11月14日（第十四屆國會首次會議當日）與21日（帕卢茨卡斯獲確認為新總理的人選當日）仍爆发反对尼穆納斯黎明的示威抗议。帕卢茨卡斯曾在21日的示威中現身，以试图消除公眾对执政联盟的担忧，然而示威者對著帕卢茨卡斯高呼“恥辱”。
11月28日，帕魯克斯內閣的提名人選獲正式提交予总统瑙塞达，其中包括由尼穆納斯黎明提名的伊格纳斯·霍夫马纳斯（农业部长被提名人）、西吉塔斯·波德纳斯（环境部长被提名人）與维尔吉尼尤斯·库利考斯卡斯（司法部长被提名人），然而最終僅霍夫马纳斯於12月12日正式就職為农业部长，另外兩部的部长則分別由同樣由尼穆納斯黎明提名的波维拉斯·波德尔斯基斯（環境部長）與雷曼塔斯·莫茨库斯（司法部長）出任。11月29日，欧洲议会欧洲人民党党团與復興歐洲黨團發表公開信敦促立陶宛社會民主黨與民主聯盟「為了立陶宛」基於反猶太主義的疑慮將尼穆納斯黎明逐出執政聯盟。

## 意識形態
尼穆納斯黎明自認為屬中間偏左、古典自由主义的基督教政党。热迈泰蒂斯主張组建一个排除祖國聯盟—立陶宛基督教民主黨的“中左翼”執政联盟。根据热迈泰蒂斯的说法，尼穆納斯黎明“在与人民福祉有关的社会问题上倾向於中間偏左”，但“在国家地位的构成要素——我们的语言、文化與民族认同——方面则偏右”。 
尼穆納斯黎明被普遍描述为民粹主義政党。政治学家维尔吉斯·瓦伦蒂纳维丘斯稱热迈泰蒂斯故意引用“犹太寄生虫”等常见反猶太主義比喻吸引受教育程度较低的选民。《Europe Elects》将尼穆納斯黎明描述为右翼政党，而Delfi則於2023年11月尼穆納斯黎明成立後不久将之描述为中間偏右的政党。2024年，政治学家弗拉迪米拉斯·劳丘斯将尼穆納斯黎明描述为民族主義政黨，德国之声将其描述为右翼民粹主義政黨， 而bne IntelliNews則将其描述为激進右翼政党。尼穆納斯黎明也被描述为中間偏左的政党或结合了经济左翼和社会右翼政策的政党。智庫东欧研究中心（Eastern Europe Studies Centre）總幹事利纳斯·科亚拉表示“难以描述它们（尼穆納斯黎明）代表怎样的意识形态，以及它们在左右政治光譜中的位置”。
尼穆納斯黎明在经济議題上持有一些左翼立场。尼穆納斯黎明支持建立國有銀行與公路基金，为大家庭减税，並由国家持有国有能源控股公司点火集团的股份。相對地，尼穆納斯黎明反對欧洲联盟的“绿色”农业计划，並支持对中小企业提供优惠。尼穆納斯黎明支持暂停教育改革4年，並对学校與医疗机构网络的重组进行审计。尼穆納斯黎明的黨纲稱立陶宛的外交政策必须首先服务於立陶宛自身安全與公民利益。雖然热迈泰蒂斯表示如果其他西方国家与俄罗斯进行贸易，立陶宛也应该能够与俄罗斯进行贸易，尼穆納斯黎明並未直接拒绝援助乌克兰。尼穆納斯黎明承诺不会提高增值税以充国防資金之用。

## 國會選舉結果
| 选举年 | 领导人                | 得票    | ％    | 席次     | 結果     |
| ------ | --------------------- | ------- | ----- | -------- | -------- |
| 2024   | 雷米吉尤斯·热迈泰蒂斯 | 186,305 | 15.26 | 20 / 141 | 聯合政府 |